# Van Loo
Van Loo – rodzina malarzy francuskich pochodzenia holenderskiego.

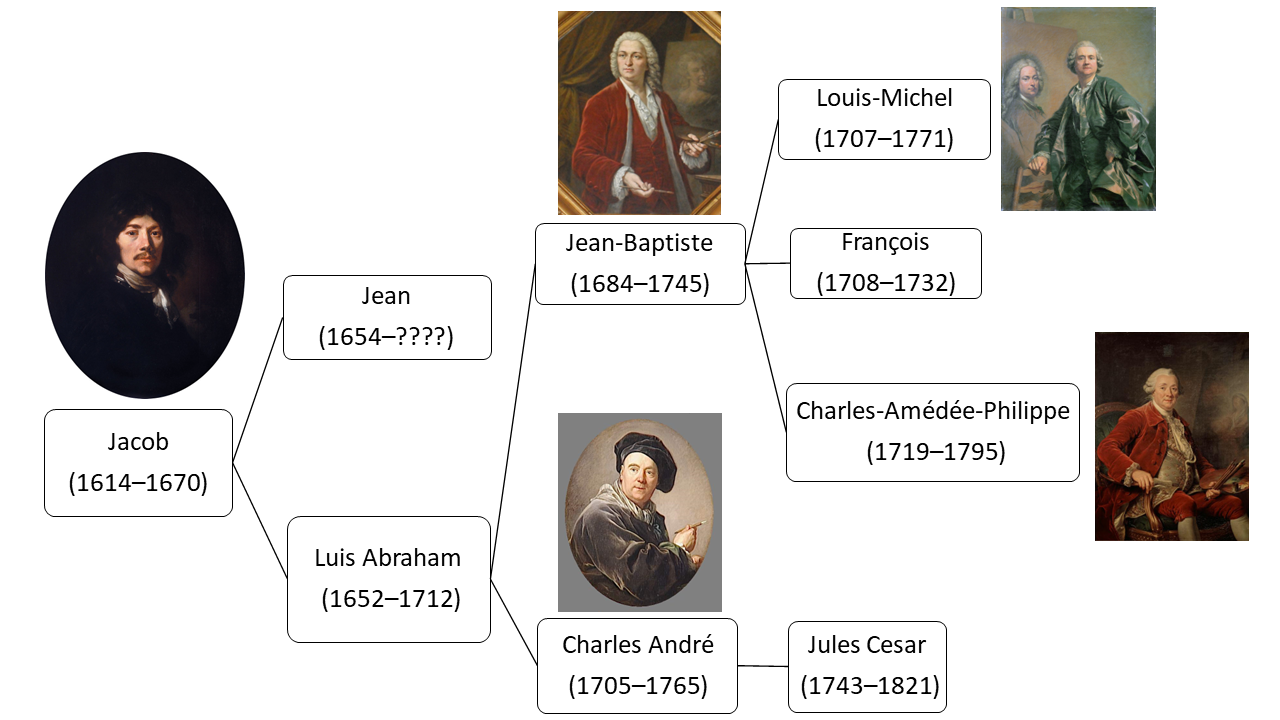
Drzewo genealogiczne malarzy z rodziny Van Loo

## Pochodzenie rodziny
Istnieje wątpliwość co do osoby ojca Jacoba van Loo, czyli protoplasty rodziny. Miał to być albo malarz Jan/Johannes van Loo, albo notariusz Jacques van Loo. Wątpliwości te biorą się po części ze zniszczenia archiwów Zelandii w czasie II wojny światowej, a po części z działań późniejszych członków rodu, którzy starali się w końcu XVII i w XVIII wieku zatrzeć ślady swojego prawdziwego pochodzenia i uchodzić za potomków patrycjuszowskiej rodziny Van Loo z Haarlemu, z którą w istocie nie mieli związków. Miało to bardziej pasować do ich pozycji społecznej.
Istnieje także pogląd, że rodzina Van Loo była pochodzenia żydowskiego.

## Przedstawiciele
Lista na podstawie źródła.
- Jacob van Loo (1614–1670), flamandzki malarz portretów i scen rozmowy, na skutek popełnionego zabójstwa musiał w 1660 roku uchodzić do Paryża, w ten sposób dając początek rodu francuskich malarzy[4].
- Luis Abraham van Loo (1652–1712), syn Jacoba, malarz[6][7].
- Jean van Loo (1654–????)[6], syn Jacoba, wspomniany w źródle[3] raz jako złotnik a raz jako malarz, zaś w[7] jako malarz.
- Jean-Baptiste van Loo (1684–1745), syn Luisa Abrahama. Pracował we Francji, w tym jako portrecista na dworze Ludwika XV, oraz w Anglii na rzecz premiera Roberta Walpole’a[8].
- Charles André van Loo (1705–1765), zwany Carle, syn Luisa Abrahama. Wszechstronny artysta rokokowy, pracował na dworze Ludwika XV, dla madame Pompadour. Był także profesorem i dyrektorem Królewskiej Akademii Malarstwa i Rzeźby[9].
- Louis-Michel van Loo (1707–1771), syn Jeana-Baptiste. Malarz barokowy, królewski portrecista na hiszpańskim dworze Filipa V. Wywarł wpływ na rozwój malarstwa w Hiszpanii[10].
- Charles-Amédée-Philippe van Loo (1719–1795), syn Jeana-Baptiste. Wiele lat spędził na dworze Fryderyka Wielkiego w Prusach, dekorując pałace Poczdamu. W przerwach wykładał w Paryżu w szkole sztuk pięknych[11].
- François van Loo (1708–1732), syn Jeana-Baptiste. Uczył się u ojca, uważany był za bardzo obiecującego malarza. Zginął w wypadku w wieku 24 lat[12].
- Jules Cesar van Loo (1743–1821), syn Charlesa André. Od 1791 do końca życia mieszkał w Turynie, pracując dla dworu Królestwa Piemontu. Specjalizował się w pejzażach zimowych[13].